# Громадське об'єднання
Грома́дське об'є́днання — за українським законодавством це добровільне об'єднання фізичних і/або юридичних осіб приватного права для здійснення та захисту прав і свобод, задоволення суспільних, зокрема економічних, соціальних, культурних, екологічних, та інших інтересів. За організаційно-правовою формою може бути громадською організацією або громадською спілкою.
Громадське об'єднання може здійснювати діяльність зі статусом юридичної особи або без такого статусу. Громадське об'єднання зі статусом юридичної особи є непідприємницьким товариством, основною метою якого не є одержання прибутку.

## Види громадських об'єднань
1. За рівнем політизованості або за місцем у політичній системі (політичні партії, суспільно-політичні організації, громадські організації);
2. За рівнем комерціалізації (некомерційні і неприбуткові організації, благодійні фонди);
3. За характером організованості (партії, рухи, організації);
4. За місцем у ієрархічній структурі (місцеві, регіональні або загальнодержавні організації; первинні організації або їх об'єднання, асоціації);
5. За напрямами діяльності, сферами інтересів (професійні, демографічні, творчі, спортивні, культурно-просвітницькі, науково-технічні тощо);
6. За рівнем стабільності (такі, що постійно діють або тимчасові).

Дещо інша типологія громадських об'єднань:
1. За завданнями — політичні, професійні, наукові, творчі та інші організації;
2. За типом членства — лише індивідуальне членство (партія, профспілка), лише колективне членство (асоціації міст і підприємств), змішане членство (наукове товариство) без членства (суспільні рухи) та ін.;
3. За суспільною роллю виділяють масові організації, орієнтовані на справи всього суспільства і такі, що дбають переважно про потреби та інтереси своїх членів;
4. За галузями діяльності[2].

Існує багато інших класифікацій.

## Принципи утворення і діяльності
Громадські об'єднання утворюються і діють на принципах:
- добровільності;
- самоврядності;
- вільного вибору території діяльності;
- рівності перед законом;
- відсутності майнового інтересу їх членів (учасників);
- прозорості, відкритості та публічності[3].

## Утворення та реєстрація громадського об'єднання
Засновниками громадської організації можуть бути громадяни України, іноземці та особи без громадянства, які перебувають в Україні на законних підставах, які досягли 18 років, а молодіжної та дитячої громадської організації — 14 років.
Кількість засновників громадського об'єднання не може бути меншою, ніж дві особи.
Членами (учасниками) громадської організації, крім молодіжної та дитячої, можуть бути особи, які досягли 14 років. Вік членів молодіжної, дитячої організації визначається її статутом у межах, встановлених законом.
З метою обліку громадських об'єднань та забезпечення загального доступу до інформації про громадські об'єднання Укрдержреєстр веде Реєстр громадських об'єднань.
Громадське об'єднання зі статусом юридичної особи може мати власну символіку (емблему, інший розпізнавальний знак, прапор).
Громадське об'єднання може бути заборонено судом за позовом Укрдержреєстру в разі виявлення ознак порушення громадським об'єднанням вимог статей 36, 37 Конституції України, статті 4 Закону «Про громадські об'єднання». Заборона громадського об'єднання має наслідком припинення його діяльності у порядку, встановленому цим Законом, та виключення з Реєстру громадських об'єднань.
Таким чином, органи податкової служби не мають права звертатися до суду з метою заборони громадського об'єднання.

## Права громадських об'єднань
Для здійснення своєї мети (цілей) громадське об'єднання має право:
1. вільно поширювати інформацію про свою діяльність, пропагувати свою мету (цілі);
2. звертатися у порядку, визначеному законом, до органів державної влади, органів влади Автономної Республіки Крим, органів місцевого самоврядування, їх посадових і службових осіб з пропозиціями (зауваженнями), заявами (клопотаннями), скаргами;
3. одержувати у порядку, визначеному законом, публічну інформацію, що знаходиться у володінні суб'єктів владних повноважень, інших розпорядників публічної інформації;
4. брати участь у порядку, визначеному законодавством, у розробленні проектів нормативно-правових актів, що видаються органами державної влади, органами влади Автономної Республіки Крим, органами місцевого самоврядування і стосуються сфери діяльності громадського об'єднання та важливих питань державного і суспільного життя;
5. проводити мирні зібрання;
6. здійснювати інші права, не заборонені законом.

Громадське об'єднання зі статусом юридичної особи має право:
1. бути учасником цивільно-правових відносин, набувати майнові і немайнові права відповідно до законодавства;
2. здійснювати відповідно до закону підприємницьку діяльність безпосередньо, якщо це передбачено статутом громадського об'єднання, або через створені в порядку, передбаченому законом, юридичні особи (товариства, підприємства), якщо така діяльність відповідає меті (цілям) громадського об'єднання та сприяє її досягненню;
3. засновувати з метою досягнення своєї статутної мети (цілей) засоби масової інформації;
4. брати участь у здійсненні державної регуляторної політики;
5. брати участь у порядку, визначеному законодавством, у роботі консультативних, дорадчих та інших допоміжних органів, що утворюються органами державної влади, органами влади Автономної Республіки Крим, органами місцевого самоврядування для проведення консультацій з громадськими об'єднаннями та підготовки рекомендацій з питань, що стосуються сфери їхньої діяльності[6].

## Держава і громадські об'єднання
Держава забезпечує додержання прав громадських об'єднань.
Діяльність громадських об'єднань повинна бути гласною, а інформація про їх установчі документи та програми — загальнодоступною. Забороняється створення і діяльність громадських об'єднань, цілі чи дії яких спрямовані на насильницьку зміну основ конституційного устрою і порушення цілісності України, підрив безпеки держави, створення військових формувань, розпалювання соціальної, расової, національної ворожнечі.
Втручання органів державної влади і посадових осіб у діяльність громадських об'єднань, як і втручання громадських об'єднань у діяльність органів державної влади та їх посадових осіб, неприпустиме, за виключенням випадків, передбачених законом. Держава забезпечує дотримання прав і законних інтересів громадських об'єднань, підтримує їх діяльність, законодавчо регулює надання їм податкових та інших пільг і переваг. Державна підтримка може виражатися у вигляді: цільового фінансування окремих суспільно корисних програм громадських об'єднань; укладання договорів щодо виконання різних державних програм на конкурсній основі. Питання, що торкаються інтересів громадських об'єднань, у передбачених законом випадках вирішуються органами державної влади і органами місцевого самоврядування за участю відповідних об'єднань чи за погодженням з ними.
Багато питань життя суспільства, його політичної системи повинні вирішуватися органами держави з урахуванням думки громадських об'єднань чи разом з ними.
Взаємовідносини держави і громадських об'єднань свідчать, наскільки спільними є їх кінцеві цілі та завдання, єдині принципи побудови і функціонування.
Громадські об'єднання не є «філіями» держави. Це — самостійні ланки суспільної системи, що мають свої функції та соціальне призначення.
Громадські об'єднання діють у рамках правового режиму, встановленому державою.
Якщо держава — це суверенна політична організація всього народу, то партії, інші громадські об'єднання — лише учасники здійснення політичної влади. Вони виражають волю своїх членів, груп людей, певних верств суспільства, діють у рамках закону і не мають державно-владних повноважень.